# Neustetten
Neustetten è un comune tedesco di 3 853 abitanti,, situato nel land del Baden-Württemberg.